# الإمبراطور تايشو

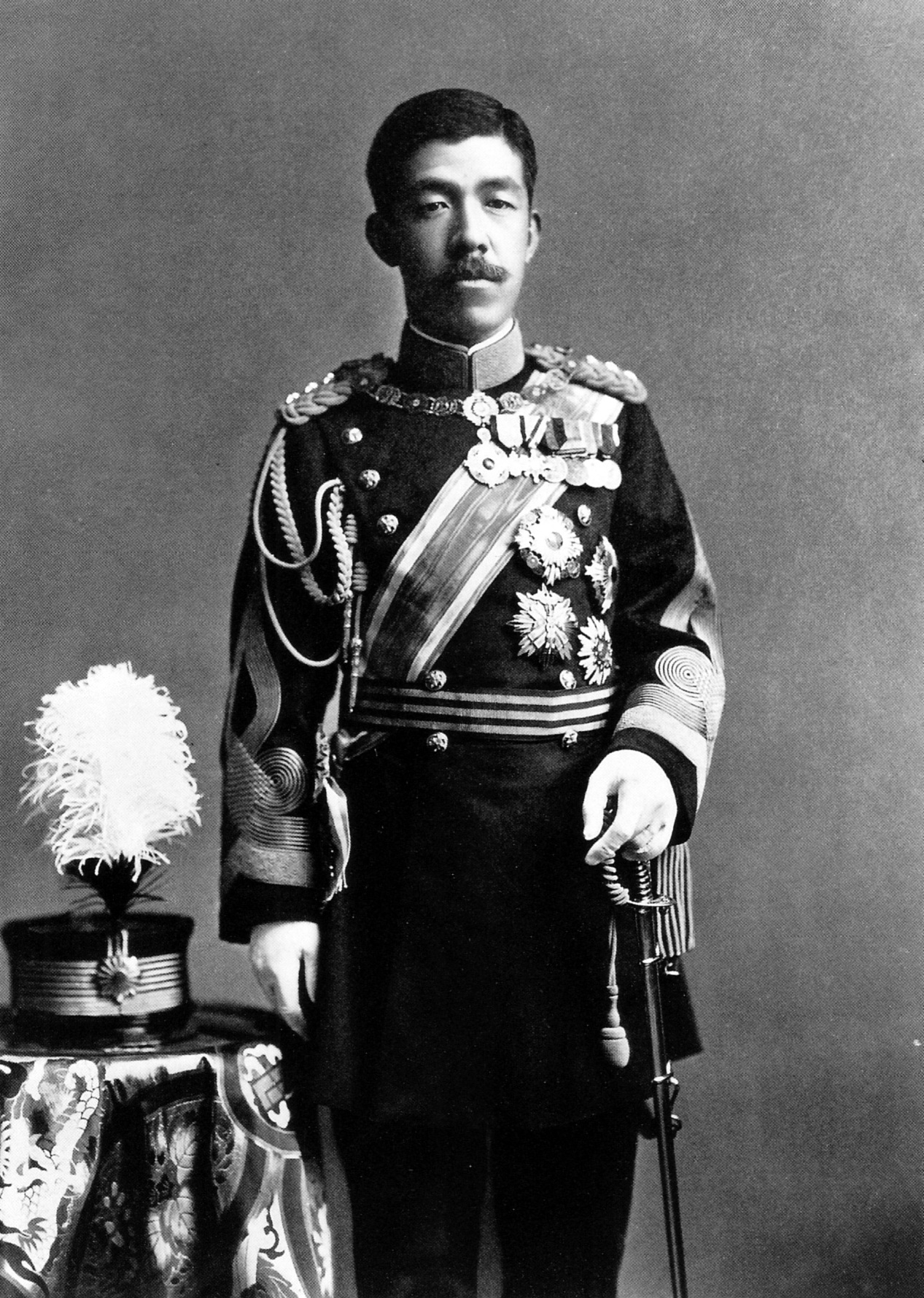
الإمبراطور تايشو بالزي العسكري.

الإمبراطور تايشو (باليابانية: 大正天皇 تايشو-تينّو) (31 أغسطس 1879 - 25 ديسمبر 1926) هو الإمبراطور 123 في اليابان، كانت فترة حكمه بين 30 يوليو 1912 حتى وفاته.
الاسم الشخصي للإمبراطور هو يوشيهيتو (嘉仁). وفقاً للتقاليد اليابانية فإن الإمبراطور أثناء فترة حكمه لا يكون له اسم (بل يدعى باسم الإمبراطور فقط) حتى وفاته فيأخذ اسمه من اسم فترة الحكم التي كان فيها، وعليه فكان اسم الإمبراطور تايشو على اسم فترة تايشو التي حكم فيها.

## اقرأ أيضاً
- فترة تايشو